# Gaby Hauptmann
Gaby Hauptmann (14 de mayo de 1957, Trossingen) es una escritora y periodista alemana.

## Actividad como periodista
Gaby Hauptmann nació y se crio en Trossingen, en el estado de Baden-Wurtemberg, si bien actualmente vive en Allensbach, a las afueras de la ciudad de Konstanz, en el Lago Constanza, en la cual se licenció como periodista y comenzó su carrera en este campo. Tras un par de años como periodista de calle para el periódico regional Südkurier en esta localidad fronteriza, creó su propia oficina de prensa en la cercana ciudad de bávara de Lindau, en el mismo lago.
Desde 1987 trabajó como redactora jefe en la emisora de radio Seefunk y posteriormente en el estudio regional de la Südwestfunk en la (SWF 1), en Tübingen, y en la central, en Baden-Baden, para la SWF 3.
En este último periodo compaginó su trabajo en la radio con su colaboración con la televisión, inicialmente como autora y más tarde como productora y directora. Por ejemplo produjo una serie de 27 entrevistas para televisión llamada Pp – Prominenz privat (“Personalidades privadas”). También un documental titulado Karl Hauptmann y el arte para la vida sobre la persona de su abuelo, el pintor de la selva negra Karl Hauptmann.
Para la emisora de televisión VOX trabajó, junto a Lea Rosh, como moderadora del programa literario Willkommen im Club (“Bienvenido al club”).

## Trabajo como escritora
Gaby Hauptmann publicó su primer libro juvenil en 1994, bajo el título “Alexa la amazona”. Poco después aparecieron sus mayores éxitos de ventas (“Se busca impotente para convivir” y “No hay mejor hombre que el hombre muerto” y “Mentiras en la cama”) y otros relatos femeninos.
Sus obras se han publicado en más de 35 países y en Alemania han vendido más de 6 millones de libros.
Desde el año 2005 publica una colección de libros de caballos para un público juvenil femenino: “Kaya, libre y fuerte”. Esta serie ha derivado en producciones para el cine y la televisión que se han exportado a otros países como Noruega, Finlandia, Hungría, Suecia, Eslovenia, Canadá…

## Obras (selección)
- Alexa la amazona (1994)
- Se busca impotente para convivir (1995)
- No hay mejor hombre que el hombre muerto (1996)
- Mentiras en la cama, München (1997)
- Un puñado de virilidad[2] (1998)
- El motón del heredero (1999)
- Mano de mujer sobre culo de hombre y otras historias (2000)
- Un gran amante también es demasiado poco (2000)
- Más sobre ello (2001)
- Un tío cinco estrellas incluido (2002)
- Rocky el intruso (2003, en colaboración con su hermana Karin)
- Desfile de caballos (2004)
- Juego de amor. Cuatro historias sobre mujeres que saben lo que quieren (2007)
- La felicidad con los hombres y otras historias (2009)
- Billete al paraíso (2010)
- Donde los ángeles celebran la Navidad (2010)
- Fiesta de pasiones (2011)
- Colección infantil y juvenil Kaya, libre y fuerte:
  - Kaya permanece cool (2005)
  - Kaya es feliz (2005)
  - Kaya quiere (2006)
  - El cumpleaños de Kaya (2007)
  - Kaya jura venganza (2009)

## Películas
- No hay mejor hombre que el hombre muerto[3] (dirigida por Wolf Gremm, 1998)
- Un gran amante también es demasiado (Regie: Wolf Gremm, 2002)
- Se busca impotente para convivir (dirigida por John Henderson, 2002)
- Un tío cinco estrellas incluido (dirigida por Vivian Naefe, 2005)
- Hengstparade (dirigida por Michael Kreindl, 2005)